# Dumitru Matcovschi
Dumitru Matcovschi (n. 20 octombrie 1939, Vadul-Rașcov, județul Soroca — d. 26 iunie 2013, Chișinău) a fost un poet, prozator, academician, publicist și dramaturg din Republica Moldova, membru titular al Academiei de Științe a Moldovei. Este recunoscut în critica literară pe plan internațional și reprezintă un simbol al mișcării de renaștere națională din Basarabia.

## Biografie
Cel de-al doilea copil al țăranilor înstăriți Leonte și Eudochia. După studiile primare și secundare, în anul 1956, Dumitru Matcovschi devine student la Institutul Pedagogic „Ion Creangă” din Chișinău, facultatea „Istorie și Filologie”.
Ultimul an de studiu (1960-1961) îl face la Facultatea de Filologie a Universității de Stat din Chișinău din cauza fuzionării acestor două instituții universitare. Și-a început activitatea în calitate de redactor în 1963 la ziarul „Moldova socialistă”; tot atunci apare prima sa plachetă de versuri, Macii în rouă.  În anii 1966–1970 a fost redactor-șef adjunct la săptămânalul „Cultura”, funcție pe care este forțat s-o părăsească din motive ideologice. În 1969 apare volumul de versuri Descântece de alb și negru, care imediat după apariție este interzis de cenzura sovietică, fiind considerat subversiv. Cartea, în varianta inițială, nu a mai văzut lumina tiparului. Între 1987-1988 este redactor-șef al revistei „Nistru” (redenumită în „Basarabia” în 1988). În această calitate, publică articolul Veșmântul ființei noastre de Valentin Mândâcanu, cu care a contribuit la renașterea națională a Moldovei.
Dumitru Matcovschi a fost căsătorit cu Alexandrina Matcovschi. În 2012, au jucat nunta de aur.

## Operă
Dumitru Matcovschi este autorul a peste 50 de volume de poezie, proză și piese de teatru și este recunoscut drept un simbol al mișcării de renaștere națională din Basarabia. Unele din creațiile sale au fost traduse în rusă și lituaniană.
| (ordonează după an) | (ordonează după titlu)   |
| ------------------- | ------------------------ |
| 1971                | Melodica                 |
| 1974                | Grâul                    |
| 1977                | Axa                      |
| 1981                | Patria, poetul și balada |
| 1987                | Tu, dragostea mea        |
| 1990                | Soarele cel mare         |
| 1991                | Imne și blesteme         |
| 1998                | Vad                      |
| 1999                | Crucea                   |
| 2001                | Veșnica toamnă           |
| 2003                | Pasarea nopții pe casă   |

| (ordonează după an) | (ordonează după titlu)  |
| ------------------- | ----------------------- |
| 1973                | Duda                    |
| 1975                | Bătuta                  |
| 1979                | Toamna porumbeilor albi |
| 1982                | Focul din vatră         |
| 2003                | Teatru                  |

Dumitru Matcovschi a scris, de asemenea, și piese de teatru, precum Președintele, Cântec de leagăn pentru bunici, Piesă pentru un teatru provincial, Pomul vieții, Abecedarul, Ion Vodă cel Viteaz, Sperietoare, Tata, Troița, Bastarzii etc. Troița a fost ecranizată în 1993 prin premiera filmului televizat de lung metraj cu același nume.
Multe din versurile lui Matcovschi au fost transpuse pe note de către compozitori ca Ion Aldea-Teodorovici, Petre Teodorovici, Arkady Luxemburg, Mircea Oțel, Mihai Dolgan, Constantin Rusnac, Tudor Chiriac, Anatol Chiriac, Ion Enache, Eugen Doga, Bucurați-vă, prieteni fiind unul din cele mai recunoscute cântece din repertoriul muzicii ușoare autohtone. Poetul a prezentat un interes aparte pentru creația populară orală (poeziile Inimă de mamă, Cu numele tău) și probleme ale timpului (piesa Abecedarul).

## Distincții

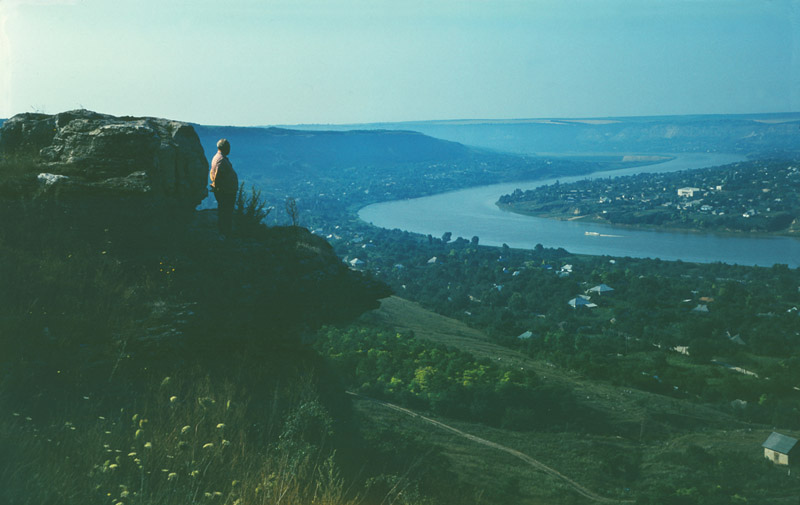
Dumitru Matcovschi veghează asupra satului său natal, Vadul-Rașcov

În anul 2011, scriitorul a fost decorat cu Ordinul Meritul Cultural în grad de Mare Ofițer, categoria A „Literatură”, de către președintele României, Traian Băsescu. În 2009, cu ocazia aniversării a 70 de ani de la naștere, Matcovschi a primit de la primarul orașului Chișinău titlul și panglica de Cetățean de Onoare al orașului. Printre altele, Matcovschi a primit următoarele distincții:
- 1989 — Scriitor al poporului [2]
- 1996 — Cavaler al Ordinului Republicii Moldova [2][14]
- 1996 — Membru titular al Academiei de Științe din Republica Moldova [2]
- 1997 — Laureat al Festivalului Internațional de poezie „Nichita Stănescu” [9]
- 2000 — Cavaler al Ordinului Steaua României în grad de Comandor[14]
- 2012 — Cavaler al Ordinului „Meritul Cultural” [15]

A fost deținător al premiilor „Mihai Eminescu” (conferit în 1992 și retras în 1994) și „Pentru distincție în muncă”.

## Moartea
În mai 1989, poetul a fost implicat într-un grav accident rutier, în urma căreia a fost supus unei serii de operații la creier și a rămas în comă 5 sau 6 luni. Incidentul, care se presupune că a fost organizat, a generat interes național, iar chirurgul care a condus operația declara atunci că supraviețuirea maestrului este o minune. În iunie 2013, poetul a fost supus unei intervenții chirurgicale repetate, după ce a fost internat cu diagnosticul proces expansiv tumor cerebral de etiologie post-traumatică, ca urmare a acumulării de sânge.
A murit la data de 26 iunie 2013, în jurul orei 23:00. A fost înmormântat cu onoruri militare în satul său de baștină pe 29 iunie. Corpul neînsuflețit a fost transportat la Academia de Științe, după care a fost transportat în Vadul-Rașcov. Procesiunea a fost transmisă în direct de televizunea națională. La propunerea scriitorului Ion Hadârcă, ziua de 29 iunie 2013 a fost declarată zi de doliu.
Moartea poetului a fost urmată de numeroase declarații din partea oamenilor de artă, primelor persoane în stat, cât și din partea oamenilor politici. Primarul Chișinăului, Dorin Chirtoacă, a propus redenumirea unei străzi din capitală în memoria scriitorului.
În noiembrie 2013, Parlamentul Republicii Moldova a declarat anul 2014 „Anul Dumitru Matcovschi”. La un an de la moartea poetului, a fost anunțat că în Vadul Rașcov va fi instalat un monument în memoria acestuia.

## Moștenire
Pe 1 septembrie 2003, liceul din comuna de baștină a poetului a fost numit în cinstea sa. În 2011, la aniversarea a 72 de ani de la nașterea poetului, a fost inaugurată casa-muzeu „Dumitru Matcovschi”, cu contribuția comună a soției și familiei, a surorii lui și a câtorva oameni politici. Tot atunci, a fost inaugurat Festivalul Internațional de poezie și cântec „Dumitru Matcovschi”, cu participanți din Moldova, România și Ucraina.
„ Eu nu sînt martir, nu sînt apostol, nu sînt mesager, sînt om al acestui pământ. Și sper că după ce mă vor petrece în ultimul drum, pe lespedea mea de mormânt prietenii vor lăsa această inscripție, în rol de epitaf: «A fost om.» ”— din discursul lui Dumitru Matcovschi în cadrul ceromoniei de decernare a „Meritului Cultural”